# Paradoja de San Petersburgo
En la teoría de probabilidad y la teoría de decisiones, la paradoja de San Petersburgo es una paradoja que consiste en un juego de apuestas con un valor esperado infinito.  En esta situación, la teoría de decisiones recomienda que se admita cualquier apuesta por alta que sea, acción que ninguna persona racional seguiría.

## Historia
La formulación original de la paradoja aparece en una carta enviada por Nicolaus Bernoulli a Pierre Rémond de Montmort, fechada el 9 de septiembre de 1713. Después de esto Nicolaus estuvo aún un tiempo intentando encontrar la solución al problema que él mismo se había planteado, pero finalmente en el año 1715 optó por consultar a su primo Daniel, al que reconocía una capacidad matemática superior a la suya. Por aquel entonces Daniel Bernoulli se encontraba en San Petersburgo, atraído junto con otros grandes científicos y pensadores de la época por las magníficas condiciones de estancia y trabajo ofrecidas por Pedro el Grande para hacer de esa ciudad el mayor foco de conocimiento de toda Europa. Tras su primera contestación, Daniel estuvo unos años reflexionando sobre el problema planteado, publicando su análisis y su propuesta de solución en 1738 en las Actas de la Academia de Ciencias de San Petersburgo, ciudad de donde proviene el nombre de la paradoja.

## Formulación
La formulación estándar de la paradoja de San Petersburgo es la siguiente: el jugador tiene que pagar una apuesta para participar en el juego. A continuación este realiza lanzamientos sucesivos de una moneda hasta que salga cruz por primera vez. Entonces se detiene el juego, se cuenta el número de lanzamientos que se han producido, y el jugador obtiene 2n monedas (euros por ejemplo). Si sale cruz la primera vez el jugador gana {\displaystyle 2^{1}=2} euros; si la cruz sale en el segundo lanzamiento gana {\displaystyle 2^{2}=4} euros; si sale en el tercero {\displaystyle 2^{3}=8}; si en el cuarto {\displaystyle 2^{4}=16}.

## Análisis
En la teoría de la decisión se llama esperanza matemática (EM) o ganancia esperada de un juego a la suma de los premios (g1, g2, g3 … gn) asociados a cada uno de los n posibles resultados del juego (r1, r2, r3 ... rn), ponderados por la probabilidad de que se produzca cada uno de estos resultados (p1,p2, p3 … pn): 
EM = p1•g1  +  p2•g2  +  p3•g3  + …… +  pn•gn
Así, en un juego basado en el lanzamiento de un dado, donde se ganan 20 euros si sale el 6, 8 euros si sale el 5, y  - 1 euro (se paga un euro además de la apuesta inicial) si salen del 1 al 4, la ganancia esperada es, contando con una probabilidad de 1/6 para cada uno de los resultados posibles:
EM =  1/6 • 20   +  1/6 • 8  +  1/6 • -1  +  1/6 • -1  +  1/6 • -1  +  1/6 • -1  = 4 euros.
El jugador racional debe aceptar una propuesta de juego si la ganancia esperada (la media del dinero que obtendría participando muchas veces en ese juego) es mayor que la suma exigida para entrar en el juego, y rechazar la propuesta cuando la ganancia esperada es menor que esa suma.   Por eso si la suma exigida para participar en el juego anterior es menor de 4 euros el jugador racional debe apostar (la apuesta es favorable), si es mayor de 4 euros no debe apostar (la apuesta es desfavorable), y si es exactamente 4 euros puede o no apostar (la apuesta es equitativa).
Antes de empezar el juego hay un número infinito de posibles resultados: que la primera cruz salga en el primer lanzamiento, que salga en el segundo lanzamiento, en el tercero, en el cuarto …  
La probabilidad de que la primera "cruz" aparezca en el lanzamiento k es de:
{\displaystyle p_{k}={\frac {1}{2^{k}}}}
y la ganancia es 2k,
Salir cruz por primera vez en el 1.º tiene una ganancia de 21 y una probabilidad de 1/2; salir cruz por primera vez en el 2.º tiene una ganancia de 22 y una probabilidad de 1/22; salir cruz por primera vez en el 3.º tiene una ganancia de 23 y una probabilidad de 1/23…, y así indefinidamente. 
Existe una probabilidad de 1/2 de ganar 2 euros, pero además una probabilidad de 1/4 de ganar 4, y una probabilidad de 1/8 de ganar 8... y una probabilidad de 1/64 de ganar 64 … y una probabilidad de 1/4.096 de ganar 4.096…  Por tanto al calcular la ganancia esperada del juego sumando las ganancias de todos los resultados posibles ponderados por la probabilidad de que se produzcan  (1/2 • 2  +  1/4 • 4  +  1/8 • 8  +  1/16 • 16  +  1/32 • 32  +.....+... = 1 + 1 + 1 + 1 + 1 +...+.....) resulta un valor infinito:   
{\displaystyle E=\sum _{k=1}^{\infty }p_{k}2^{k}=\sum _{k=1}^{\infty }{1}=\infty .}
La paradoja surge entonces porque aunque siguiendo las directrices de la teoría de la decisión se debería apostar cualquier suma que nos exigiesen por elevada que parezca (ya que la apuesta será siempre favorable), las personas consideradas razonables no están dispuestas en general a apostar más de 10, 15 o 20 monedas.

## Propuestas de solución
Desde su formulación, la paradoja de San Petersburgo ha asistido a muchos intentos de solución, unos centrándose más en la decisión del jugador y otros más en la propia estructura del juego.
Dentro de los primeros se encuentran las consideraciones sobre la diferencia crucial entre ganancia monetaria y utilidad de esa ganancia, ya apuntadas en el primer análisis de Daniel Bernoulli ("cualquier incremento en riqueza, no importa cuan insignificante, siempre resultará en un incremento en utilidad que es inversamente proporcional a la cantidad de bienes ya poseídos”).   La idea es que aunque la ganancia monetaria pueda incrementarse indefinidamente, la utilidad de esa ganancia no se incrementa de modo paralelo.   Además de ese hecho básico, hay autores que defienden que muchas personas no están dispuestas a hacer apuestas elevadas porque tienen aversión al riesgo.
Otros intentos de solución se centran en la propia estructura del juego, argumentando por una parte que en la práctica habría jugadas que nunca se llevarían a cabo, por ejemplo que no es concebible una jugada donde no aparezca la primera cruz hasta el 300 lanzamiento, y por otra que para que haya un juego de apuestas fiable se necesita una banca con dinero suficiente para cubrir el premio máximo, y en este mundo no hay bancas capaces de afrontar el pago de una baza donde saliese la cruz por primera vez en un número tan pequeño como el 50 lanzamiento (premio de 250 > 300 billones de euros). 
Recientemente se ha propuesto un análisis de la paradoja (Luis Cañas, 2008) que parece un avance en el camino hacia la solución de este problema.   La idea es descomponer el juego de la paradoja en un conjunto de juegos ordenados SP, tal que 
SP1: al lanzar una moneda el jugador gana 21 monedas si sale cruz, y gana 0 si no sale cruz; se acaba el juego (esperanza matemática: 1/2 • 2 = 1).
SP2: el jugador gana 21 monedas si sale cruz la primera vez, y se acaba el juego.   Si no, se lanza otra vez y gana 22 monedas si sale cruz y 0 si no sale cruz; se acaba el juego (EM: 1/2 • 2 + 1/4 • 4 = 1 + 1 = 2).
SPn: el jugador lanza una moneda todas las veces que sean necesarias para que salga cruz por primera vez, hasta un máximo de n lanzamientos.   Cuando sale una cruz o se han hecho n lanzamientos se termina el juego.  Se cuenta el número de lanzamientos, j, que se han necesitado para que salga cruz y el jugador gana 2j monedas; si no ha salido ninguna cruz el jugador gana 0 monedas (EM: 1/2 • 21 + 1/22 • 22  + 1/23 • 23 +.....+ 1/2j • 2j +......1/2n • 2n  = 1 + 1 + 1 +........= n).   
Todos los juegos SP tienen una esperanza matemática (EM), y por tanto una apuesta equitativa, igual a su número de orden, y un premio máximo (PM) de 2^n:
| SP                          | Esperanza Matemática        | Premio Máximo                          |
| --------------------------- | --------------------------- | -------------------------------------- |
| {\displaystyle 1}           | {\displaystyle 1}           | {\displaystyle 2}                      |
| {\displaystyle 2}           | {\displaystyle 2}           | {\displaystyle 4}                      |
| {\displaystyle 8}           | {\displaystyle 8}           | {\displaystyle 256}                    |
| {\displaystyle 15}          | {\displaystyle 15}          | {\displaystyle 32.768}                 |
| {\displaystyle 40}          | {\displaystyle 40}          | {\displaystyle 1.099.511\times 10^{6}} |
| {\displaystyle n}           | {\displaystyle n}           | {\displaystyle 2^{n}}                  |
| {\displaystyle \aleph _{0}} | {\displaystyle \aleph _{0}} | {\displaystyle 2^{\aleph _{0}}}        |

Cada uno de estos juegos puede abordarse ya sin problemas mediante el uso de la ganancia esperada, aceptando apuestas favorables o equitativas (así, en el SP8 podrían apostarse 5, 6, 7 y hasta 8 euros, con premios posibles de 0, 2, 4 … hasta 256 euros y una ganancia esperada de 8 euros). Sólo a partir de un cierto n variable para cada jugador (15, 20, 30…) caben ya las consideraciones anteriores, la utilidad decreciente del dinero, la aversión al riesgo, y la sospecha de que la banca no cuenta con fondos suficientes para afrontar el pago del premio máximo.
¿Y en qué se queda ahora el juego de la paradoja de San Petersburgo?   En este juego no hay ninguna limitación para el número de lanzamientos hasta que salga una cruz, y se corresponde por tanto a un juego SP con número de orden infinito.   Éste es precisamente el juego SP{\displaystyle \aleph _{0}} (el símbolo {\displaystyle \aleph _{0}}, corresponde al infinito más pequeño, el número cardinal del conjunto de los números naturales), con una apuesta equitativa y una esperanza matemática de valor infinito, pero con un premio máximo de valor 2^{\displaystyle \aleph _{0}} que corresponde a un infinito mayor que {\displaystyle \aleph _{0}}, un infinito no numerable.   La solución a la paradoja de San Petersburgo sería entonces que en el juego de la paradoja se asume como posible premio un infinito no contable de monedas, y esa misma idea es incompatible con el propio concepto de dinero.